# Eaten Alive
Eaten Alive (no Brasil, Devorado Vivo) é um filme de terror, produzido nos Estados Unidos em 1976, co-escrito por Alvin L. Fast, Mardi Rustam e Kim Henkel e dirigido por Tobe Hooper.

## Sinopse
Um psicopata, dono de um velho hotel à beira do pântano no leste do Texas rural, aprisiona e mata os poucos hóspedes que se arriscam a parar no local para se hospedar, ele alimenta seu enorme crocodilo de estimação com os restos mortais das suas vítimas.

## Elenco
- Neville Brand  ...  Judd
- Mel Ferrer  ...  Harvey Wood
- Carolyn Jones  ...  Miss Hattie
- Marilyn Burns  ...  Faye
- William Finley  ...  Roy
- Stuart Whitman  ...  Sheriff Martin
- Roberta Collins  ...  Clara
- Kyle Richards  ...  Angie
- Robert Englund  ...  Buck
- Crystin Sinclaire  ...  Libby Wood
- Janus Blythe  ...  Lynette (como Janus Blyth)
- Betty Cole  ...  Ruby
- Sig Sakowicz  ...  Deputy Girth
- Ronald W. Davis  ...  Country Boy
- Christine Schneider  ...  Waitress